# Set Sants Fundadors
Els Set Sants Fundadors van ésser els set fundadors i primers membres de l'Orde dels Servents de Maria. Segons la Legenda de origine ordinis, principal font per a la història de l'orde, dels primers decennis del segle xiv, eren set, tots de la ciutat de Florència, i hi són anomenats septem viri, septem fratres o parentes, inceptores, conditores (pares, iniciadors, fundadors) de l'Orde.
Llurs noms eren: Alessio Falconieri, Bartolommeo o Amedeo degli Amidei, Benedetto (o Manetto) dell'Antella, Buonfiglio Monaldi, Gherardino Sostegni, Giovanni Buonagiunta i Ricovero (o Ugoccione) dei Lippi-Ugoccioni

## Biografia
Ja d'abans del 1233, els set homes, tots de famílies benestants de Florència, vivien en perfecció cristiana en les seves famílies. Cadascú pel seu compte s'havien fet membres de la Societas Sanctae Mariae o laudesi, confraria de devoció mariana. Es van conèixer i van fer amistat i tots es van confessar, segons la Legenda, "enamorats de la Marea de Déu". En la festa de l'Assumpció de 1233, van tenir una visió que els animà a fundar una nova societat de caràcter religiós dedicada a la pregària i l'ascesi: sota la direcció espiritual del capellà Giacomo di Poggibonsi, van decidir de renunciar a la vida mundana i dedicar la resta de la vida al servei a Maria, fent vida en comú. Dos d'ells eren casats, dos vidus i els tres solters: van arreglar les coses perquè les seves famílies poguessin continuar vivint i van obtenir l'aprovació del bisbe per al nou gènere de vida. 23 dies després de l'Assumpció, van deixar la ciutat i es van retirar a una caseta a La Camarzia.
La seva fama de santedat va atraure-hi seguidors, que els destorbaven del seu desig de retir eremític. Decidiren, llavors, d'allunyar-se'n i triaren Montesenario, a 18 km de la ciutat, on construïren una ermita. Hi visqueren set anys amb gran austeritat, dejunis i pregària, i sense permetre que d'altres persones s'hi afegissin, tot i la gran quantitat de gent que els ho demanava. En 1240 van rebre la visita del bisbe Ardingo de Florència i del cardenal Castiglione que, impressionats pel seu sentit de la vida cristiana, els van retreure que arribessin a l'extrem de la mortificació: "Us tracteu d'una manera que ratlla el que és bàrbar; sou més ansiosos de la mort en el temps que de viure en l'eternitat. Prengueu seny: l'enemic de les ànimes sovint s'amaga sota l'aparença d'un àngel de llum", diu la Legenda que els van dir. Els set homes explicaren al bisbe una visió que havien tingut: un cep de raïm floria amb fulles verdes i fruita al mig d'un fred dia de març. Ardingo els digués que aquest era un senyal que Déu els deia que tornessini al món i permetessin que d'altres seguissin les seves passes, formant un orde religiós que ho permetés.
Una nova visió (sempre segona la Legenda), el 13 d'abril de 1240, Divendres Sant, els marca el camí en aquest sentit. Així, van donar origen als Frati Servi della Beata Vergine Maria (Germans Servents de la Santa Mare de Déu), nom que, segons ells mateixos, els havia estat inspirat per la mateixa Maria en la visió. Així, començaren a acceptar deixebles i a formar una comunitat, a la qual aplicaren una regla basada en la Regla de Sant Agustí i les constitucions de l'Orde de Sant Domènec. Adoptaren l'hàbit dels agustins i es constituïren com a orde mendicant, amb tasques d'apostolat i atenció als necessitats.
A partir d'aquest moment, l'orde va començar a créixer i van fundar-se'n noves comunitats arreu de la Toscana: Siena, Pistoia, Arezzo, Carfaggio, Lucca… En 1250, els set fundadors van construir l'església de la Santissima Annunziata a Florència, que esdevindria la principal casa de l'orde fins a l'actualitat. El 1259, el legat papal va aprovar l'orde, i Benet XI ho feu en 1304, encara en vida d'alguns dels fundadors. D'aquests, quatre van ésser priors generals de l'orde, i dos van fundar monestirs a França i Alemanya. Alessio, que va sobreviure als altres, sempre va ésser un germà llec.

Llegenda del Set Sants Fundadors; pintures de Bernardino Poccetti, s. XVI (Claustre de S. Maria Annunziata de Florència
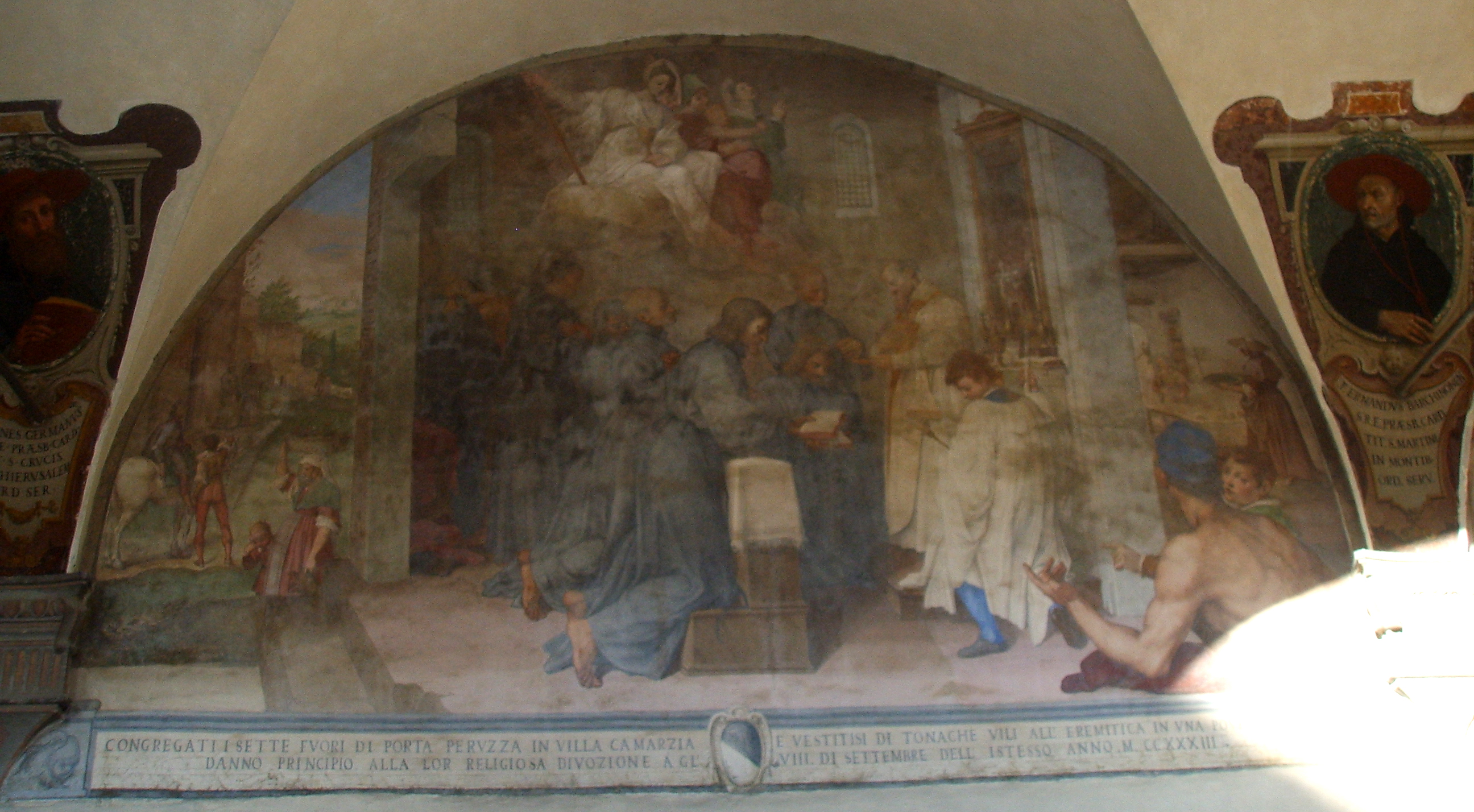
Els set fundadors es retiren a Villa Camarzia
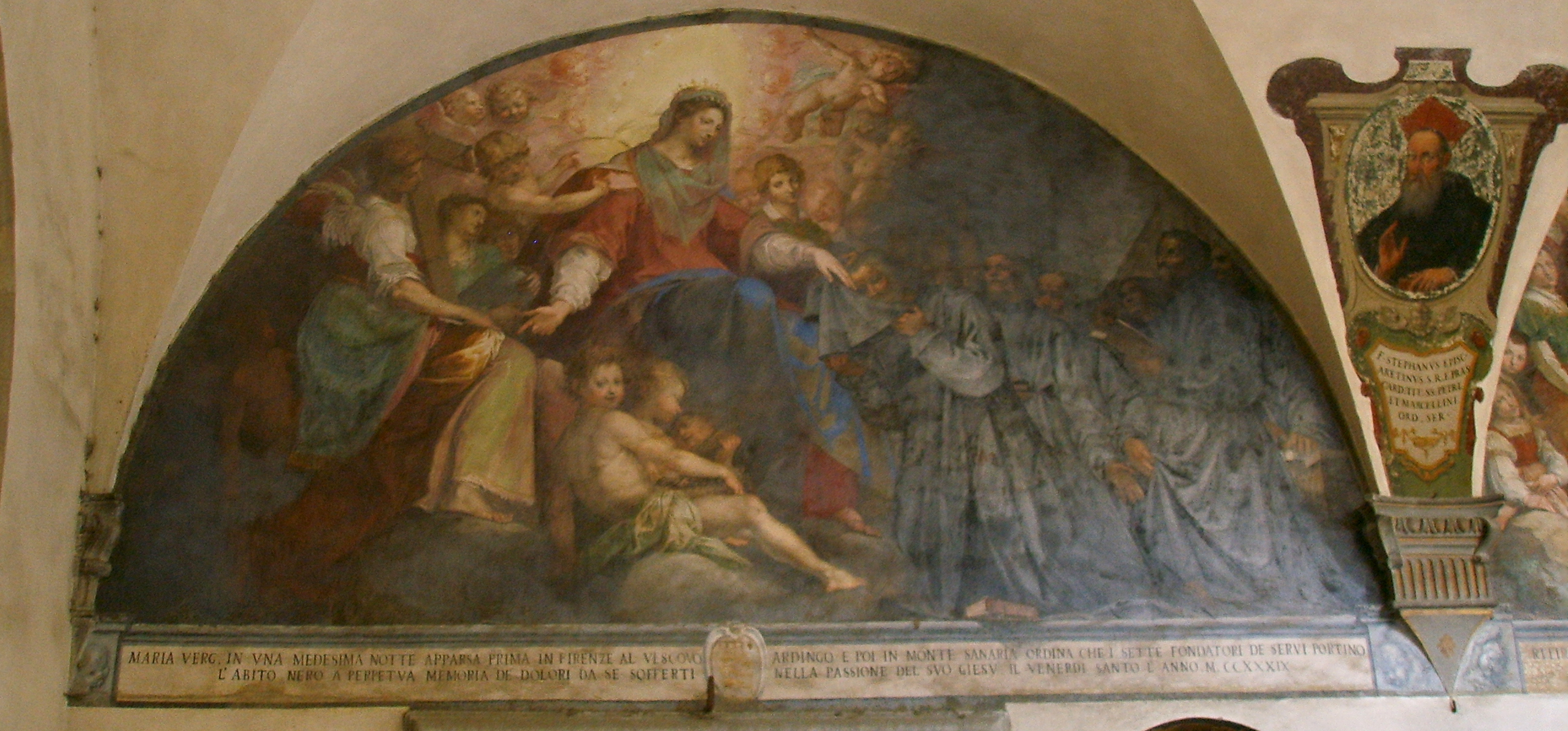
La Mare de Déu donant l'hàbit als fundadors
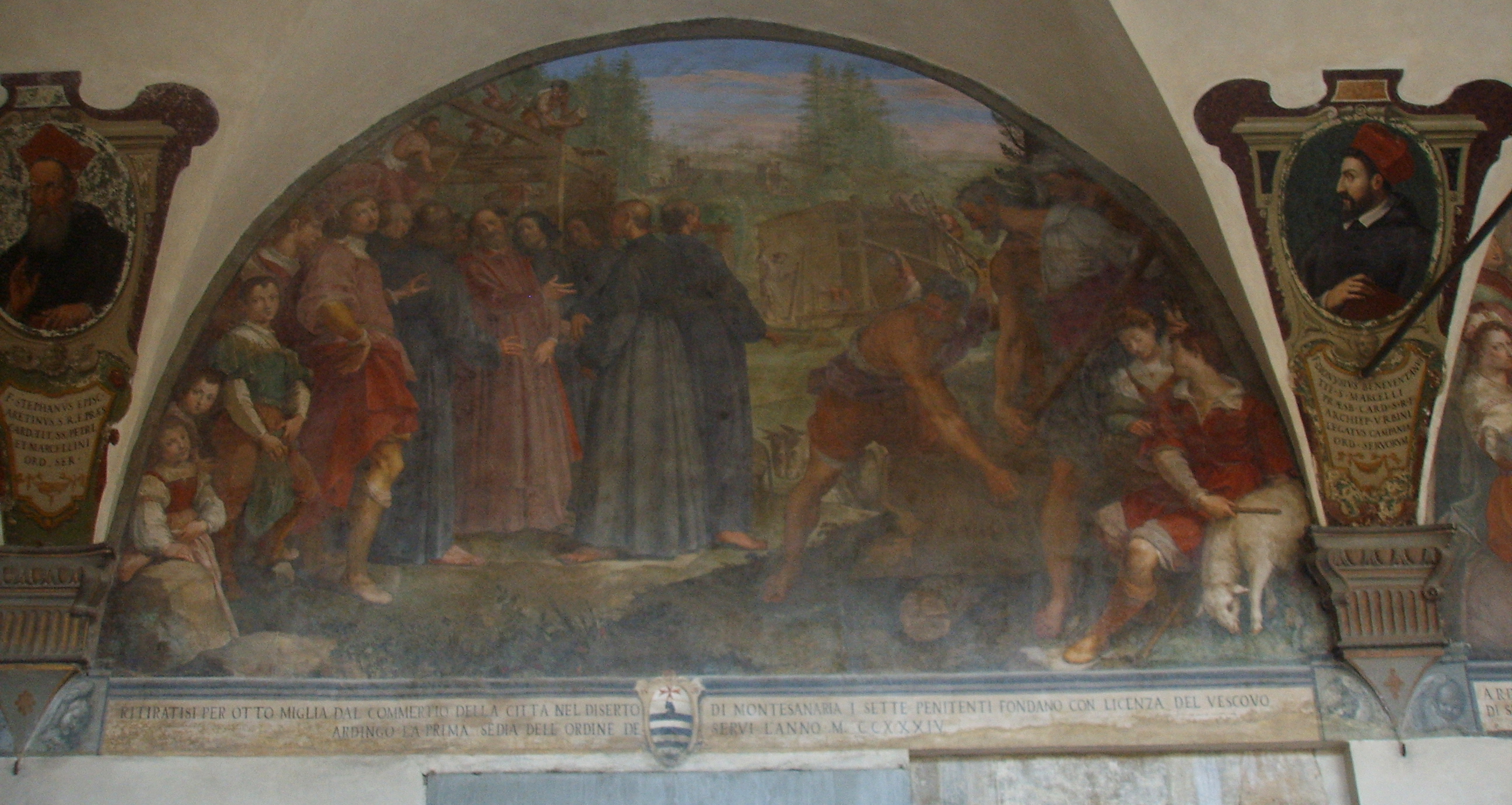
Construcció de Montesenario
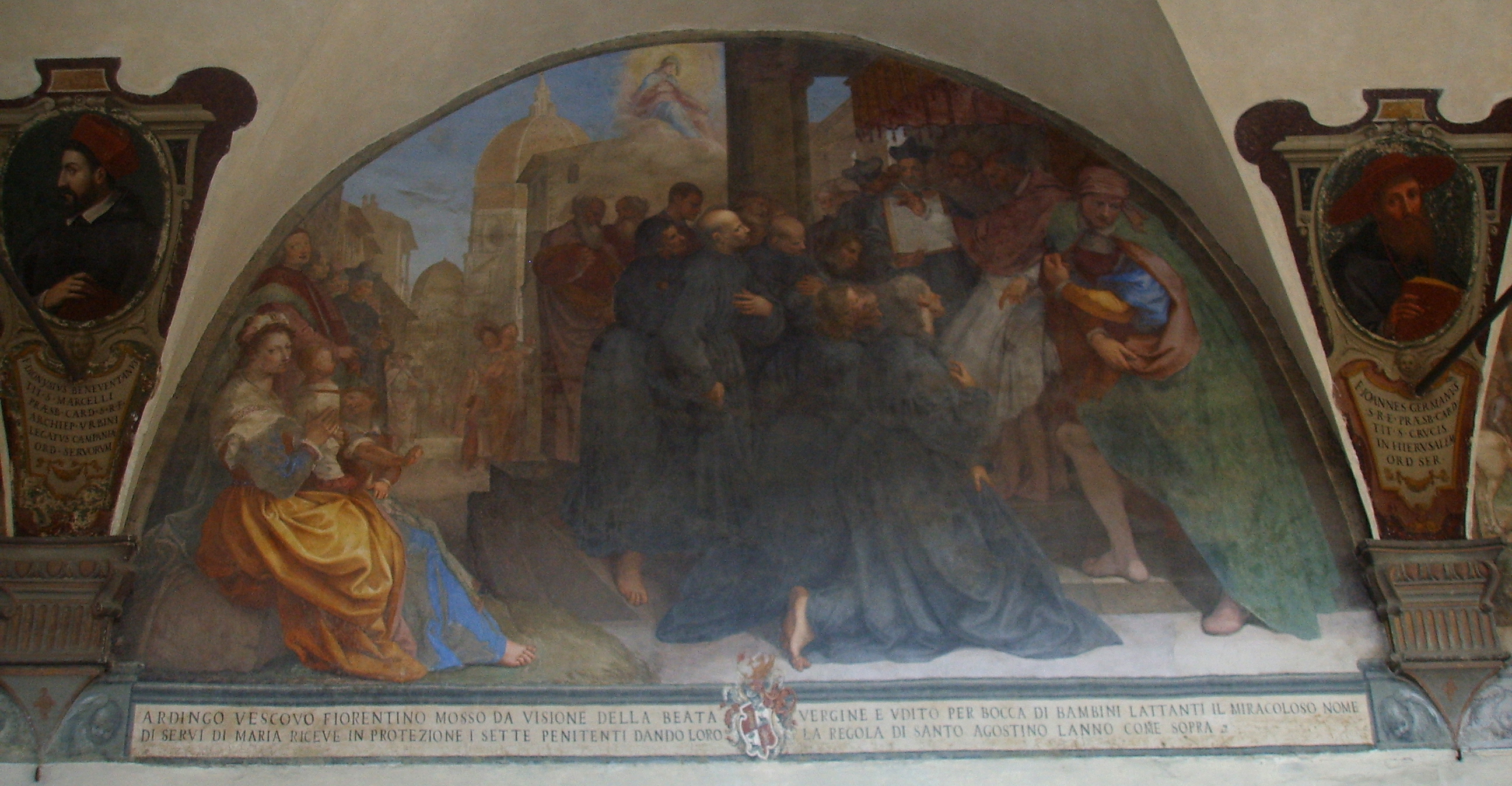
El bisbe concedeix la regla de Sant Agustí a la comunitat
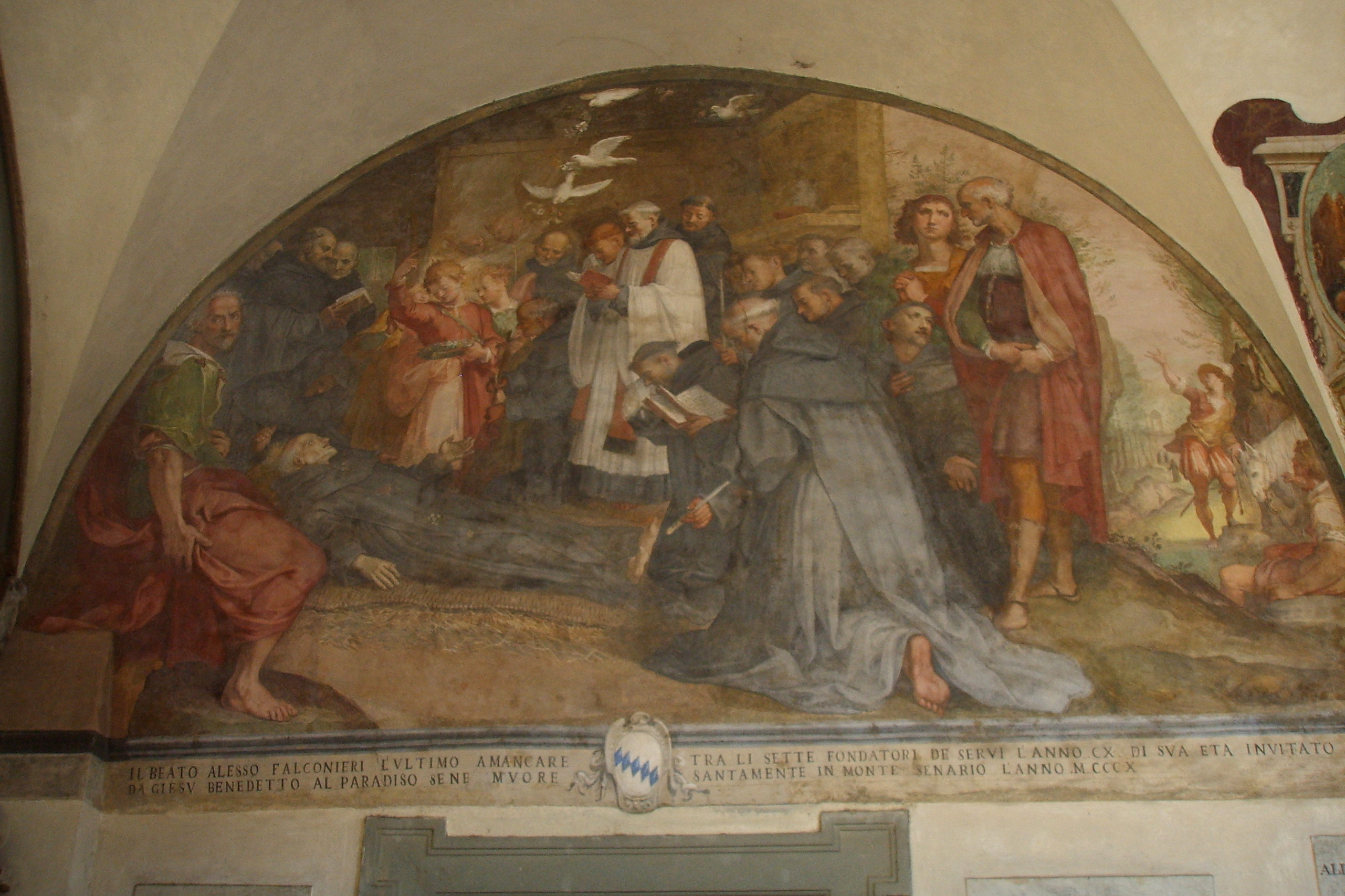
Mort d'Alessio Falconieri

## Els set fundadors

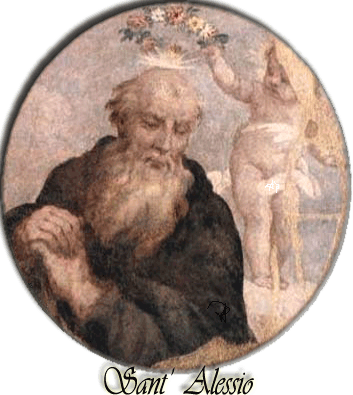
Sant Alessio Falconieri

Els fundadors, separadament, són (alguns dels cognoms no apareixen fins als segles XV-XVI), per ordre de la data de la seva mort:
- Buonagiunta da Firenze, Giovanni Buonagiunta o Buonagiunta Manetti (Buonaiuncta, 1206 - 1257), documentat el 7 d'octubre de 1251. N'era el més jove; segon prior general el 1256 i mort el 1257, mentre sentia l'evangeli a l'església.
- Buonfiglio da Firenze, o Buonfiglio Monaldi (Bonfilio Monaldo, mort l'1 de gener de 1262), el major i segons la tradició el cap del grup. Primer superior de Montesenario el 17 de març de 1250 fins al 1256. El bisbe de Siena li concedí el permís per construir-hi una església i un convent, Santa Maria di Cafaggio. Entre 1251-1252 visqué a Cafaggio i hi rebé com a frare al jove Filippo Benizi, després superior de l'orde i sant.
- Amadio degli Amidei o Bartolomeo degli Amidei (Bartholomes o Amadeus, nascut en començar el segle i mort el 1266). Va ésser prior a Carfaggio, però va morir a Montesenario. A la seva mort, la llegenda diu que tots els frares van veure com una flama de foc pujava al cel, com a símbol del seu amor vers Déu.
- Manetto da Firenze o Manetto dell'Antella o Benedetto dell'Antella (Manetius, mort 20 d'agost de 1268). El 1246 va assistir al Concili de Lió. En 1260, quan l'orde es dividí en dues províncies, va dirigir la de Toscana. Prior del convent de Lucca en 1264 i elegit en 1265 general de l'orde, fins que hi renuncià el 1267. Va introduir l'orde a França, convidat per Lluís IX de França, i envià missioners a Àsia.
- Uguccione da Firenze o Ricovero dei Uguccioni o Ricovero dei Lippi-Ugoccioni (Ugoccione, mort a Montesenario el 3 de maig de 1282). Potser prior de Montesenario el 1259, Acompanyà Sostegno i Filippo Benizi a França i Alemanya cap al 1276. Morí a Montesenario després de tornar del capítol general de Viterbo, la mateixa nit que va morir Sostegno.
- Sostegno da Firenze o Gherardino dei Sostegni (Gerardino o Sostenes, 1205 - 3 de maig de 1282). Potser va ser vicari general de Florència i de la província d'Úmbria. Va introduir l'orde a Alemanya. Va viure un temps a França, on havia anat a introduir-hi l'orde.
- Alessio Falconieri (ca. 1200 - Montesenario, 17 de febrer de 1310), el més conegut dels set. Fill de Bernardo Falconieri, ric comerciant, va unir-se a la confraria en 1225. Molt humil, mai no va voler ordenar-se, considerant-se indigne de fer-ho, i va ser germà llec, ocupant-se sempre, fins i tot quan ja tenia més de cent anys, de treballs manuals i de cercar almoines i recursos per a l'orde. Va protegir els joves de l'orde i n'envià alguns a estudiar a la universitat de París. Era l'únic que vivia quan l'orde va rebre l'aprovació papal.

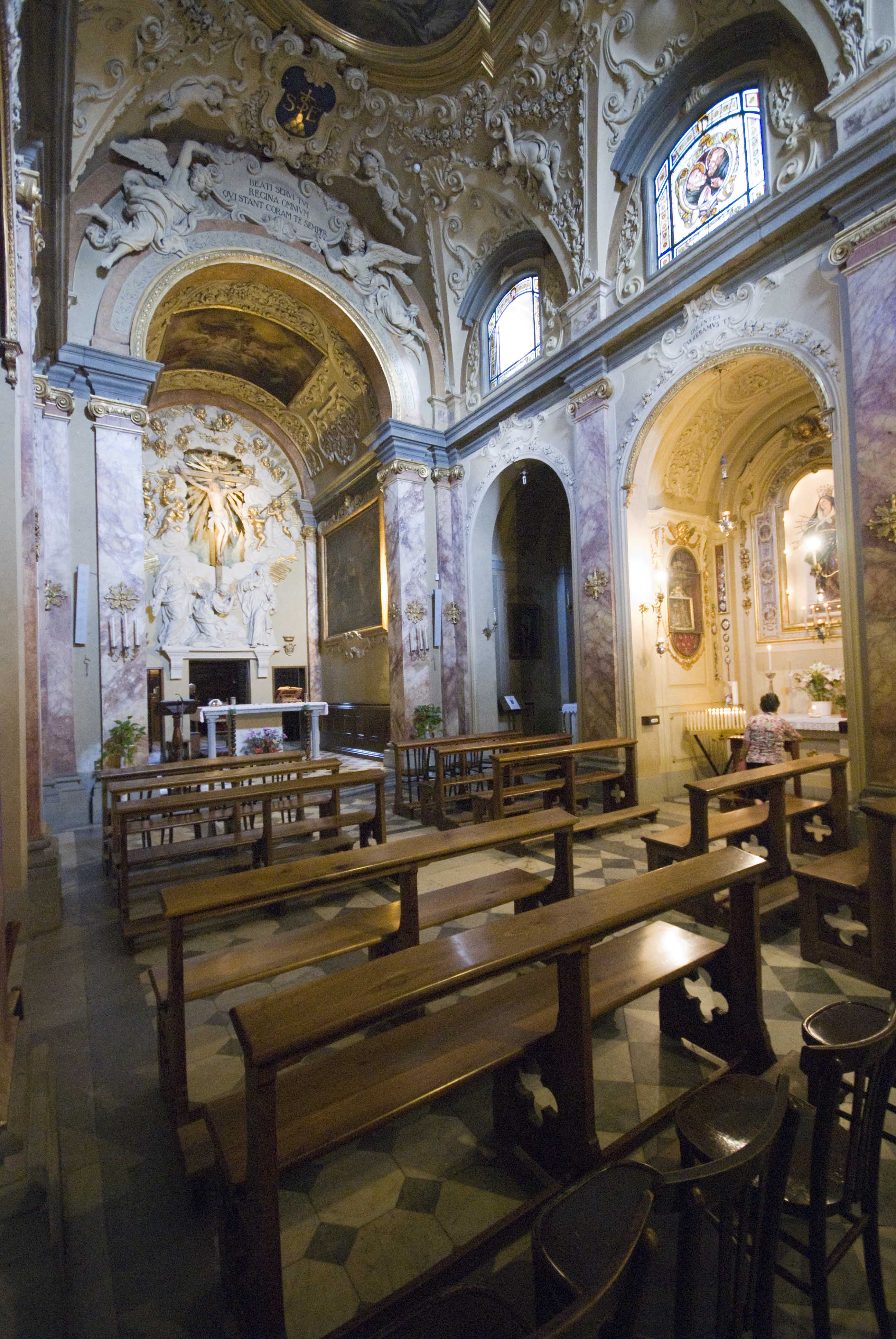
Altar de Montesenario, lloc d'enterrament dels set fundadors
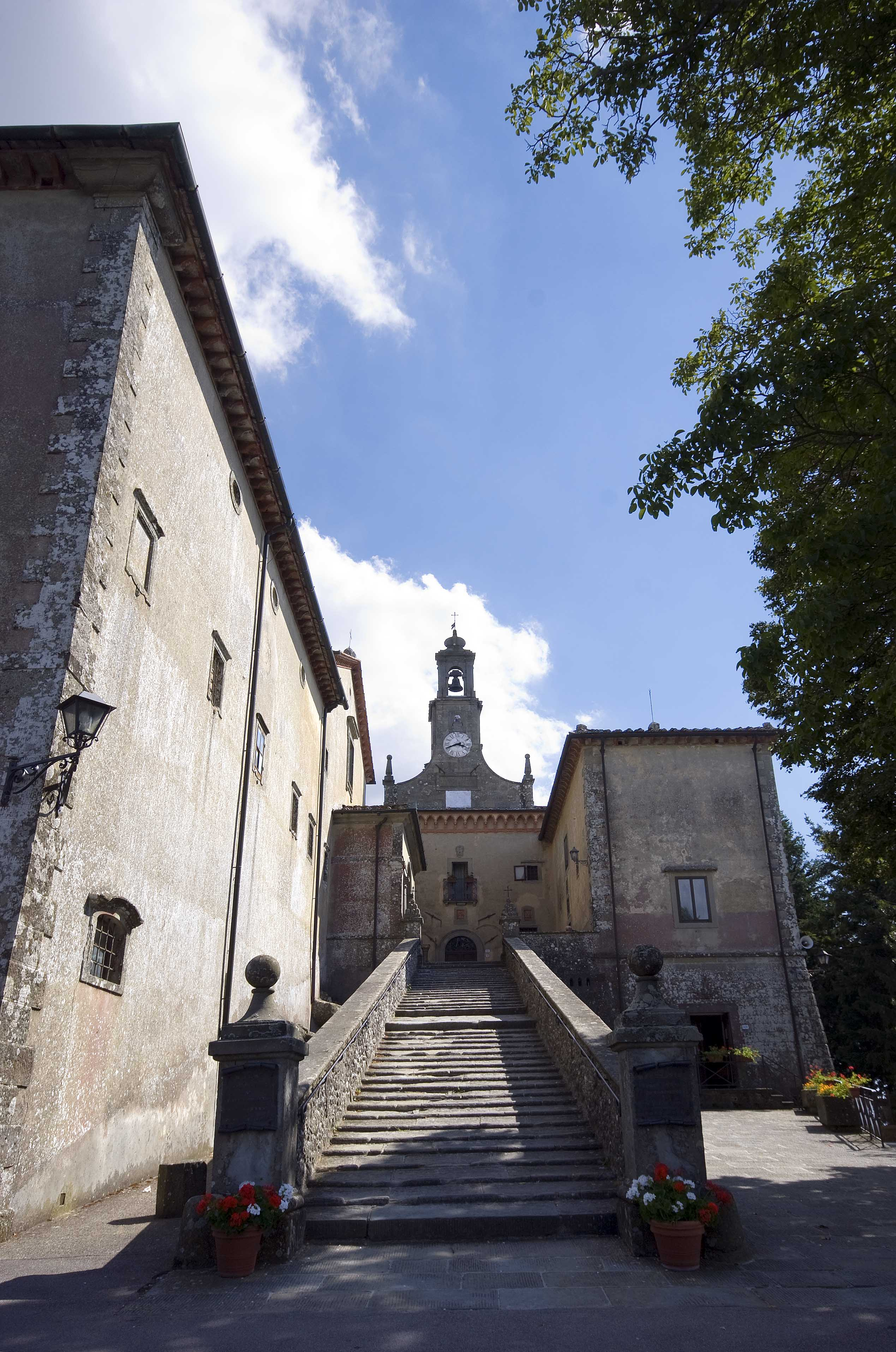
Convent de Montesenario
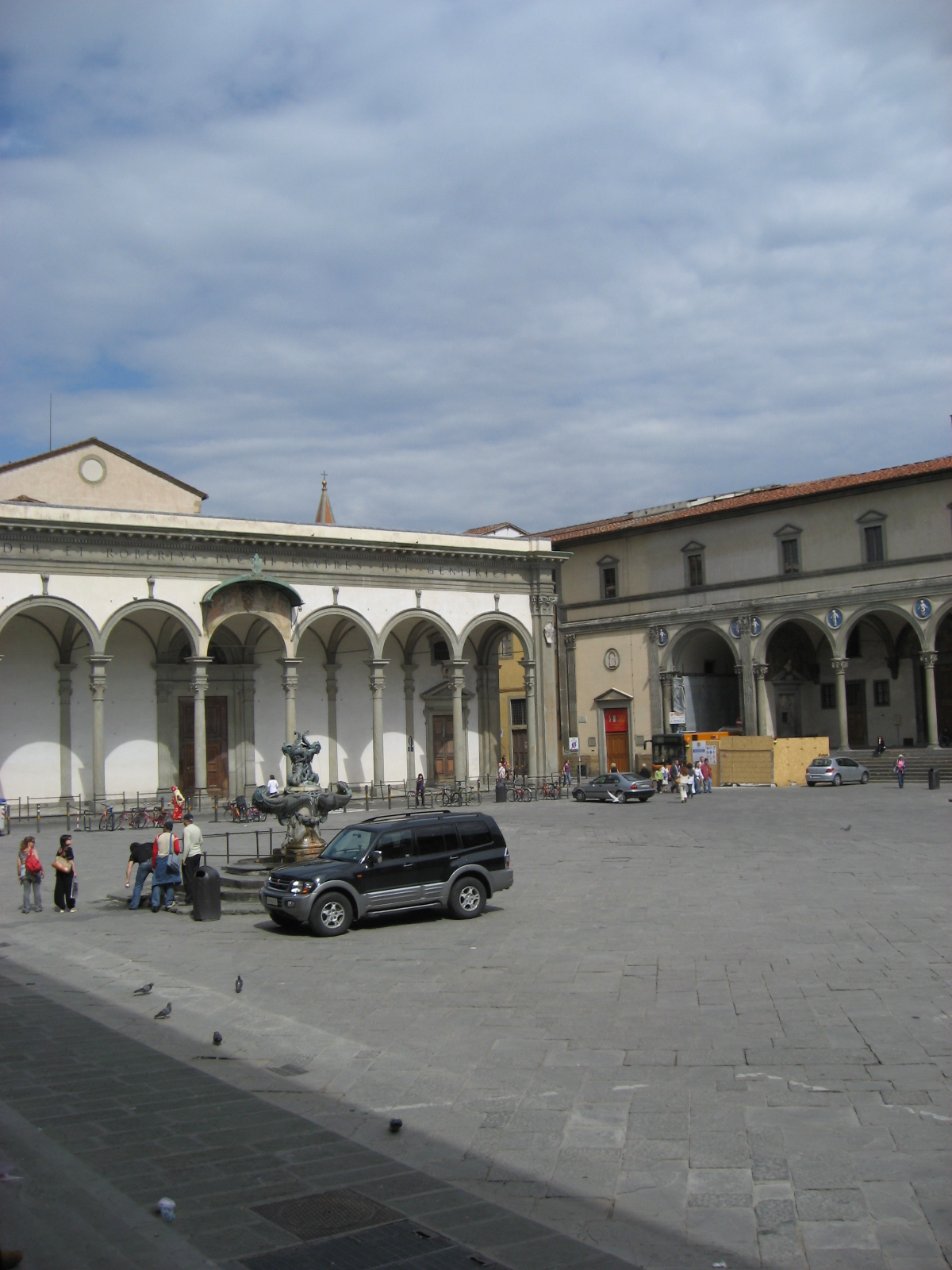
Església de l'Anunziata i Loggia dei Serviti, a Florència
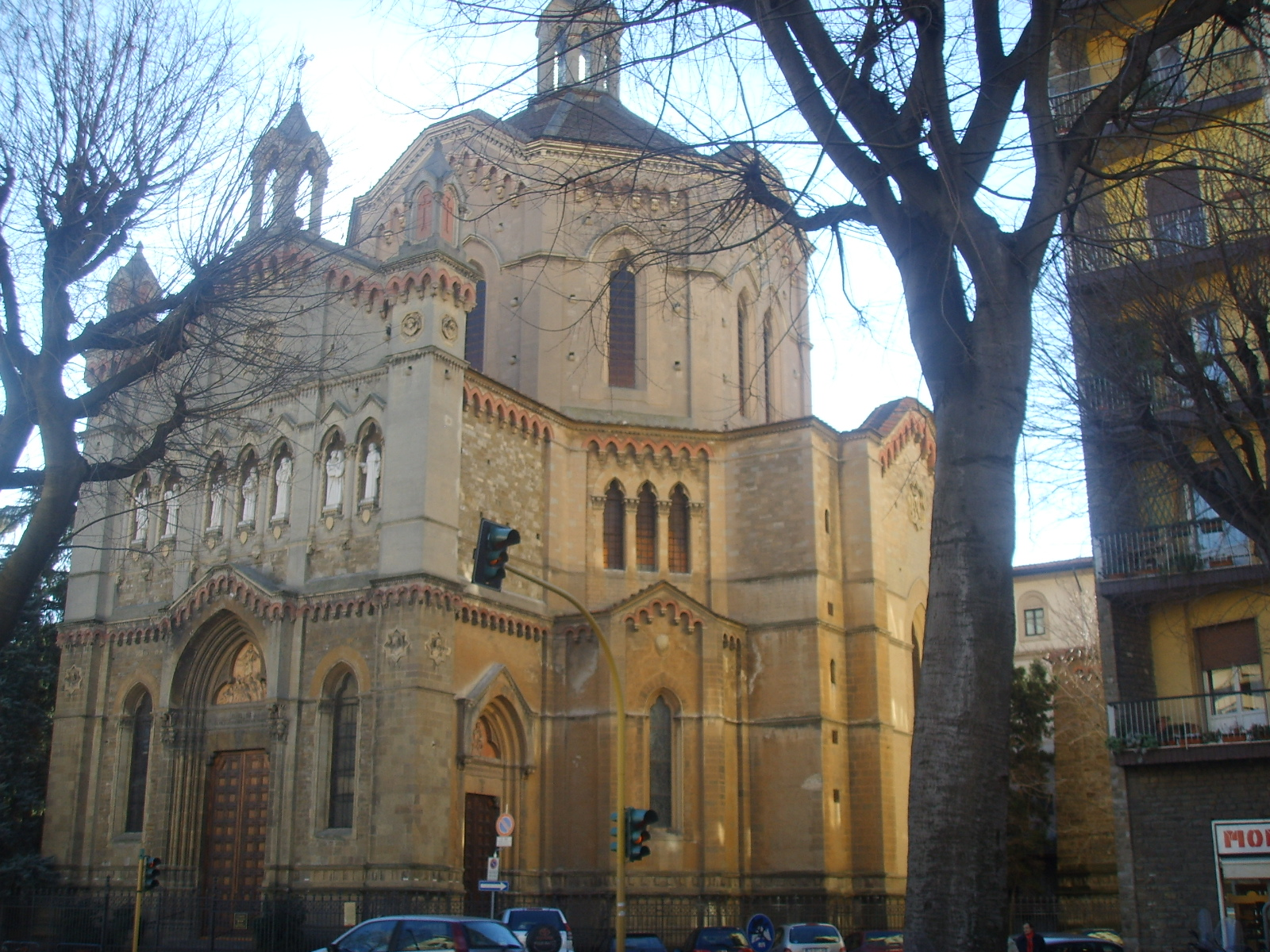
Església dels Set Sants a Florència

## Veneració
Els Set Fundadors van ser canonitzats, com a grup, per Lleó XIII el 15 de gener de 1888. La festivitat litúrgica se celebra el 17 de febrer, dia de la mort d'Alessio Falconieri.
Tots set són sebollits a l'altar del santuari de Montesenario.